# Onsŏng
Onsŏng (kor. 온성군, Onsŏng-gun) – powiat w Korei Północnej, w prowincji Hamgyŏng Północny. W 2008 roku liczył 127 893 mieszkańców. Graniczy z powiatem Kyŏngwŏn od wschodu, z należącą do Chin prowincją Jilin od zachodu i północy, a także z miastem Hoeryŏng od południa.

## Historia
Przed wyzwoleniem Korei spod okupacji japońskiej powiat składał się z 6 miejscowości (kor. myŏn) oraz 23 wsi (kor. ri). W obecnej formie powstał w wyniku gruntownej reformy podziału administracyjnego w grudniu 1952 roku. W jego skład weszły wówczas tereny należące wcześniej do miejscowości Nam'yang, Onsŏng, Mip'o, Yŏngwa (powiat Onsŏng) oraz Jongsŏng (1 wieś, powiat Jongsŏng). Powstały wówczas powiat Onsŏng składał się z jednej miejscowości o tej samej nazwie oraz 14 wsi.

## Podział administracyjny powiatu
W skład powiatu wchodzą następujące jednostki administracyjne:
| Nazwa jednostki administracyjnej | Rodzaj jednostki administracyjnej | Chosŏn'gŭl   | Hancha       |
| -------------------------------- | --------------------------------- | ------------ | ------------ |
| Onsŏng-ŭp                        | miasteczko                        | 온성읍       | 穩城邑       |
| Nam'yang-rodongjagu              | dzielnica pracownicza             | 남양로동자구 | 南陽勞動者區 |
| Ont'an-rodongjagu                | dzielnica pracownicza             | 온탄로동자구 | 穩炭勞動者區 |
| Sanghwa-rodongjagu               | dzielnica pracownicza             | 상화로동자구 | 上和勞動煮區 |
| Juwŏn-rodongjagu                 | dzielnica pracownicza             | 주원로동자구 | 周原勞動者區 |
| P'ung'in-rodongjagu              | dzielnica pracownicza             | 풍인로동자구 | 豊仁勞動者區 |
| Jongsŏng-rodongjagu              | dzielnica pracownicza             | 종성로동자구 | 鍾城勞動者區 |
| Ch'angp'yŏng-rodongjagu          | dzielnica pracownicza             | 창평로동자구 | 蒼坪勞動者區 |
| Tongp'o-rodongjagu               | dzielnica pracownicza             | 동포로동자구 | 東浦勞動者區 |
| Sansŏng-rodongjagu               | dzielnica pracownicza             | 산성로동자구 | 山城勞動者區 |
| Sambong-rodongjagu               | dzielnica pracownicza             | 삼봉로동자구 | 三峰勞動者區 |
| P'ungha-ri                       | wieś                              | 풍하리       | 豊利里       |
| P'ungsŏ-ri                       | wieś                              | 풍서리       | 豊西里       |
| Sesŏn-ri                         | wieś                              | 세선리       | 世仙里       |
| Hyangdang-ri                     | wieś                              | 향당리       | 香堂里       |
| Ryongnam-ri                      | wieś                              | 룡남리       | 龍南里       |
| Wangjaesan-ri                    | wieś                              | 왕재산리     | 왕재산리     |
| Misan-ri                         | wieś                              | 미산리       | 美山里       |
| Turubong-ri                      | wieś                              | 두루봉리     | 두루봉리     |
| Kang'an-ri                       | wieś                              | 강안리       | 江岸里       |
| Yŏnggang-ri                      | wieś                              | 영강리       | 永江里       |
| P'ungch'ŏn-ri                    | wieś                              | 풍천리       | 豊川里       |
| Hasambong-ri                     | wieś                              | 하삼봉리     | 下三峰里     |
| P'unggye-ri                      | wieś                              | 풍계리       | 豊溪里       |
| Un'am-ri                         | wieś                              | 운암리       | 雲岩里       |
| Jŭngsan-ri                       | wieś                              | 증산리       | 甑山里       |